# Морери Сопрани (Месина)
Морери Сопрани је насеље у Италији у округу Месина, региону Сицилија.
Према процени из 2011. у насељу је живело 46 становника. Насеље се налази на надморској висини од 211 м.